# Jen Kamerman
Jen Kamerman est une réalisatrice et animatrice américaine née en 1970. Elle est principalement connue pour son travail sur Les Simpson.

## Filmographie

### Réalisatrice

#### PourLes Simpson
| Année | Titre            | Titre original             | Saison | Épisode | Scénariste         |
| ----- | ---------------- | -------------------------- | ------ | ------- | ------------------ |
| 2000  | Folie homérique  | Kill the Alligator and Run | 11     | 19      | John Swartzwelder  |
| 2001  | Tennis la malice | Tennis the Menace          | 12     | 12      | Ian Maxtone-Graham |
| 2001  | Les Maux de Moe  | Homer the Moe              | 13     | 3       | Dana Gould         |

### Animatrice
- 1990 : Do the Bartman
- 1991-2003 : Les Simpson (61 épisodes)